# Salvar la cara (película de 1969)
Salvar la cara o Salvare la faccia es una película filmada en colores coproducción de Italia y Argentina dirigida por Edward Ross –seudónimo de Rossano Brazzi- según el guion de Biagio Proietti y María Cristina Verrier, sobre argumento de Oscar Brazzi que se estrenó el 21 de diciembre de 1972 y tuvo como protagonistas a Adrienne Larussa, Rossano Brazzi, Nino Castelnuovo y Paola Pitágora.

## Sinopsis
Para mantener su buen nombre, un industrial interna a su hija en un hospital para enfermos mentales y cuando sale comete todo tipo de perversidades.

## Reparto
Participaron del filme los siguientes intérpretes:
- Adrienne La Russa …Licia
- Rossano Brazzi …Marco Brignoli
- Nino Castelnuovo …Mario
- Paola Pitágora …Giovanna
- Idelma Carlo …Laura
- Alberto de Mendoza …Francisco
- Nerio Bernardi
- Julia Tanzi
- Marcello Bonini Olas …Monseñor
- Jorge Guillermo Contini
- Renzo Petretto …Paterlini
- Néstor Garay …Político
- Ricardo Castro Ríos …Doblaje de Rossano Brazzi

## Comentarios
El Heraldo del Cine escribió:

”Record de agudización folletinesca con todos los elementos clásicos de la historia erótica-destructiva con el agregado de una pizca de psicoanálisis.”

La Gaceta opinó:

”En la línea de la crítica social. Hay una pintura de ambientes y tipos humanos referidos a la alta burguesía intelectual.”